# ایوان کازانتس
ایوان کازانتس (اوکراینی: Іван Павлович Казанець؛ ۱۲ اکتبر ۱۹۱۸ – ۱۵ فوریهٔ ۲۰۱۳) سیاستمدار اهل اوکراین بود. وی از ۲۸ ژوئن ۱۹۶۳ تا ۲۲ اکتبر ۱۹۶۵ نخست‌وزیر جمهوری اوکراین شوروی بود.
ایوان کازانتس در ۱۵ فوریه ۲۰۱۳، در سن ۹۴ سالگی در مسکو درگذشت.
وی همچنین برندهٔ جوایزی همچون نشان لنین، مدال کارگر ممتاز، نشان انقلاب اکتبر، و مدال کار شجاعانه در جنگ بزرگ میهنی (۱۹۴۵–۱۹۴۱) شده‌است.